# Festuca laevigata
Festuca laevigata är en gräsart som beskrevs av Charles Gaudichaud-Beaupré. Festuca laevigata ingår i släktet svinglar, och familjen gräs. Inga underarter finns listade i Catalogue of Life.